# Opopaea lena
Opopaea lena är en spindelart som beskrevs av Theodore W. Suman 1965. Opopaea lena ingår i släktet Opopaea och familjen dansspindlar. Inga underarter finns listade i Catalogue of Life.